# Пишущий Святой Иероним
«Пишущий Святой Иероним» — картина Караваджо, написанная около 1607—1608 годов, во время пребывания художника на Мальте. На полотне изображён святой Иероним, занимающийся в своей келье переводом Библии с греческого на латынь. Существует более ранняя версия картины, с принципиально иной композицией, в настоящее время находящаяся в галерее Боргезе в Риме. С XVII века и по сей день картина не покидала остров (за исключением нескольких временных выставок) и ныне хранится в соборе Святого Иоанна в столице Мальты Валлетте. В 1984 году картина была похищена, но через 2 года возвращена и в конце XX века прошла полную реставрацию.

## Описание

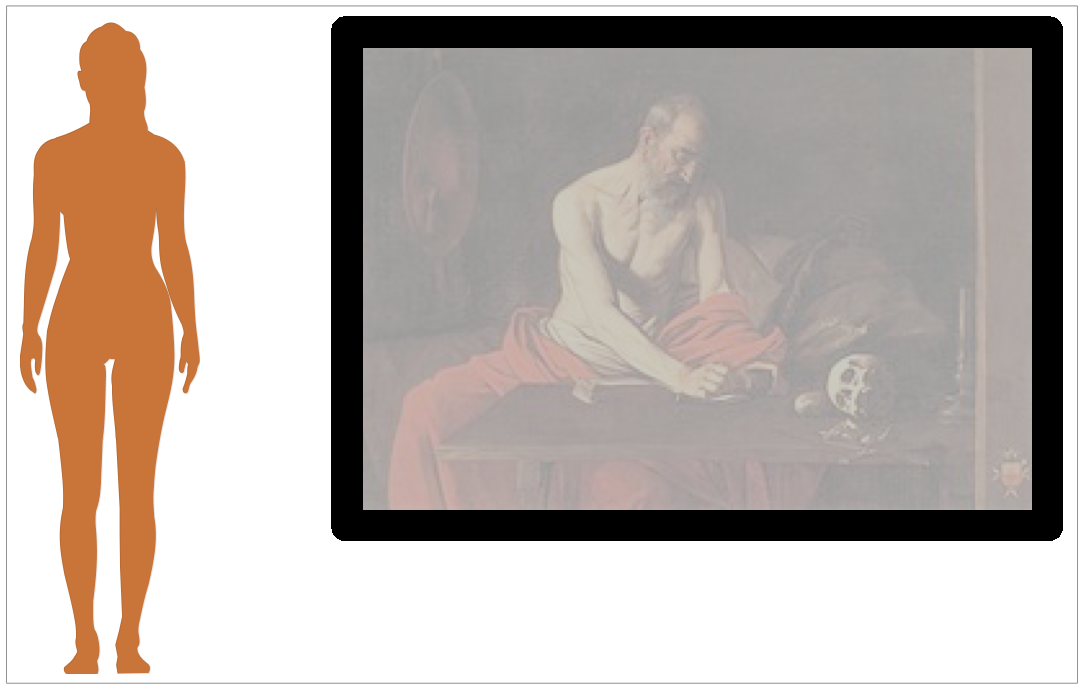
Сравнительные размеры полотна с женщиной среднего роста (165 см)

Всё внимание зрителя художник сосредотачивает на центральной фигуре пишущего Иеронима, в отличие от более ранней римской версии, горизонтальная композиция которой образуется протянутой к книге рукой святого. Караваджо использует ограниченную палитру красок для подчёркивания строгости и серьёзности сцены. На картине доминируют лишь три тона: тёмно-коричневая обстановка помещения, телесный цвет освещённого слева Иеронима и красная тога святого, спавшая с его плеч.

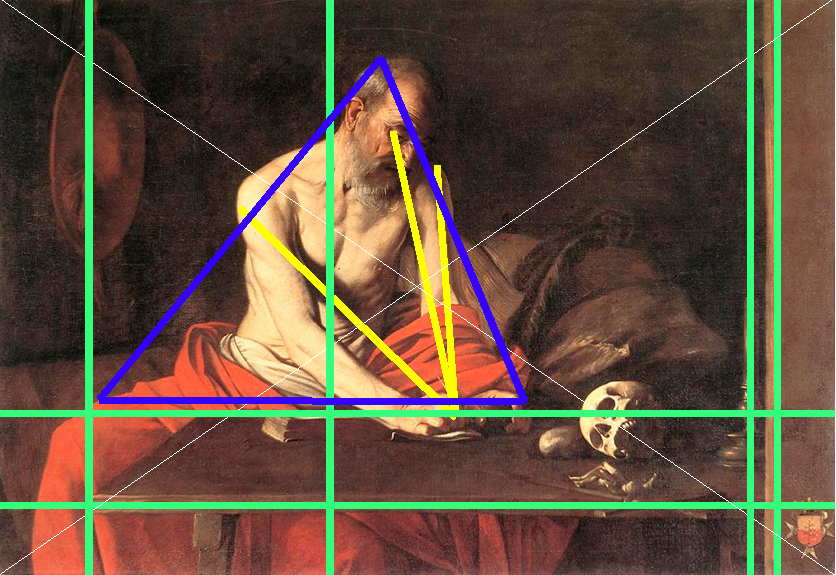
Геометрическая композиция картины

Композиция картины образуется с одной стороны центральным треугольником, сторонами которого являются поза святого и спавшие с него одеяния, с другой — линиями направления его рук и взгляда. Динамика центра стабилизируется вертикальными и горизонтальными линиями стола, кровати, стен и висящей на стене шляпы. Три степени глубины картины определяются задним планом с кроватью и стеной, средним — с пишущим за столом Иеронимом и передним — с распятием, служащим связующим звеном между святым и зрителем.
Несмотря на скудность обстановки сцены, искусствоведы отмечают её богатую иконографию, включающую красную одежду и кардинальскую шляпу, камень, череп, распятие, рукопись Иеронима, к которым Караваджо добавляет погасшую свечу. Каждый из элементов несёт свою символику, относящуюся как к традиционной иконографии, связанной с Иеронимом, так и к специфике данной конкретной сцены. Красные одеяния и шляпа указывают на кардинальский сан Иеронима; распятие, как высший символ христианства, служит мостом между зрителем и святым Иеронимом, материализуя его веру; книга символизирует богословские знания; камнем святой Иероним истязал себя в пустыне, считая силу своего кулака недостаточной для покаяния; череп является необходимым элементом ванитас, а свеча вместе с ним служит напоминанием о преходящести человеческой жизни. Погасшая свеча не препятствует творческой деятельности святого, и свет, которым залито его тело, может символизировать божественное присутствие.
Караваджо захватил момент глубокого погружения Иеронима в работу. Рот его приоткрыт, словно он произносит вслух записываемые мысли, его поза почти на грани физиологической неестественности, но он так увлечён работой, что не замечает этого, как и спавшей с плеч тоги. Игра света создаёт определяющий контраст между ярко освещённым телом святого и мягким окружающим его сумраком, что подчёркивает драматическую интенсивность сцены, усиленную эффектом открытой двери, который художник создаёт с помощью дверного косяка справа, словно позволяя зрителю заглянуть внутрь тёмного замкнутого пространства.
Искусствовед Маттео Марангони в начале XX века оценил работу, как одно из наиболее замечательных достижений мастера: его особенно восхищало распределение света на картине, благодаря которому освещённые формы предстают сглаженными. «Пишущий Святой Иероним», созданный на Мальте, считается глубоко интроспективной работой для Караваджо — возможно, спокойствие и умиротворённость картины являются отражением состояния самого художника после суматохи итальянской жизни.

## История

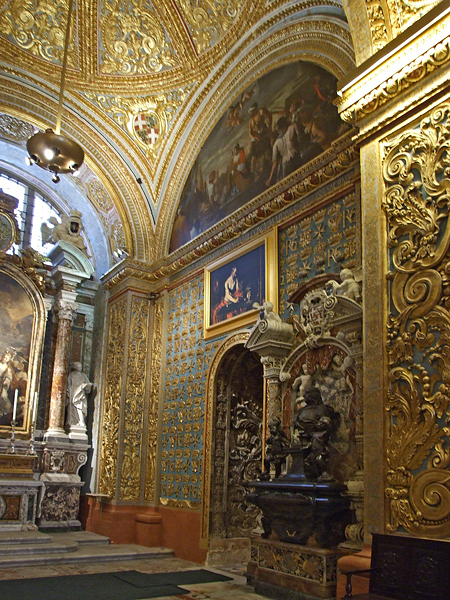
«Пишущий Святой Иероним» в соборе Святого Иоанна (точная копия оригинала)

Караваджо прибыл на Мальту 12 июля 1607 года. Предыдущие месяцы он провёл в Неаполе, где искал убежища у своих влиятельных покровителей — семейства Колонна, после убийства человека во время уличной драки в Риме годом ранее. В Неаполе он быстро снискал успех, получив с десяток заказов, включая несколько крупных алтарных работ, и вдохнув караваджизм в местных художников. Точные причины, заставившие его покинуть Неаполь, неизвестны. Он до сих пор оставался преступником, которому грозило преследование родственников убитого, и его неапольские покровители, имевшие прочные связи с Мальтийским орденом, возможно, сочли, что присоединение к ордену даст художнику более прочную защиту и помощь в получении папского помилования для возвращения в Рим, а Великий магистр Алоф де Виньякур, стремившийся повысить престиж своего ордена, нашёл привлекательной перспективу заполучить одного из ведущих итальянских художников.
Герб, изображённый в правом нижнем углу картины, принадлежит заказчику картины Ипполито Маласпина — приору Мальтийского ордена в Неаполе, родственнику Оттавио Коста, покровителя Караваджо, и другу генуэзского адмирала Андреа Дори, обеспечившему художнику защиту после бегства из Рима. Выбор темы кажется немного странным для того, кто посвятил свою жизнь борьбе с турками, но Маласпина был не только знаменитым воином, но и покровителем бедных, сирот и вдов, следовательно, картина могла быть предназначена для подчёркивания как этого аспекта его работы, так и аскетизма ордена.
Искусствоведами выдвигаются различные предположения относительно того, кто послужил моделью для образа святого Иеронима. Долгое время считалось, что это был Алоф де Виньякур, и картина даже некоторое время носила название «Виньякур в образе святого Иеронима». Однако сходство святого с другими портретами Виньякура относительно, что позволяет выдвигать иные гипотезы, например, что моделью мог быть сам Маласпина или что Караваджо вообще не стремился изобразить конкретного человека.